# Златко Далић
Златко Далић (Ливно, 26. октобар 1966) бивши је хрватски фудбалер који је играо на позицији дефанзивног везног играча и садашњи селектор репрезентације Хрватске.
Раније је, заједно са Драженом Ладићем, радио као помоћни тренер фудбалске репрезентације Хрватске до 21. године. 

## Биографија
Далић је рођен 26. октобра 1966. у Ливну, од родитеља Ивана и Кате Далић. Ожењен је од 1992. године Даворком Пропадало, са којом има два сина: Тонија и Бруна.

## Играчка каријера
Као врло млад играо је фудбал у Троглав Ливну, клубу из његовог родног града. Фудбалом је професионално почео да се бави у Хајдук Сплиту од 1983. године, где је играо на позицији одбрамбеног везног играча.
Након три године проведене у Хајдуку, заиграо је за Цибалију 1986. године, да би се 1987. поново вратио у Хајдук Сплит. Током каријере играо је и у Будућност Подгорици, мостарском Вележу и у Вараждину, где је завршио каријеру 2000. године и одмах након тога постао помоћни тренер, а онда и спортски директор Вараждина.

## Тренерска каријера
Тренерску каријеру започео је 2000. године. У периоду од 2006—2011. године био је помоћни тренер фудбалске репрезентације Хрватске до 21. године.

### Вараждин
Након завршетка фудбалске каријере, 2000. године постао је помоћни тренер Вараждина. У периоду од маја 2002. до маја 2005. године, радио је као спортски директор клуба, а током сезона 2003/04 и 2004/05 био је помоћник тренеру Мирославу Блажевићу.
У мају 2005. године постао је главни тренер Вараждина и у својој првој години док је водио клуб, Вараждин је био трећепласиран на табели у Првој лиги Хрватске у фудбалу, 2006. године. НК Вараждин водио је до финала Купа Хрватске, где је поражен од Ријеке у два меча, резултатима 0—4 и 5—1.

### Ријека
У лето 2007. године, након што је напустио функцију тренера Вараждина, постао је тренер Ријеке, која је током његове прве сезоне тренера завршила на четвртом месту у сезони 2007/08.

### Динамо Тирана
У сезони 2008/09 водио је албански Динамо Тирана, са којим је освојио Суперкуп Албаније. Раскинуо је уговор у фебруару 2009. године, након што је његов тим изгубио два дербија заредом, од ФК Тиране и ФК Партизани.

### Славен Белупо
Након кратког боравка у Албанији, вратио се у Хрватску 2009. године и постао тренер Славен Белупа из Копривнице.

### Ел Фејсали
У сезони 2010/11 постао је тренер Ел Фејсала из Саудијске Арабије, који је играо у Првој лиги Саудијске Арабије. На крају сезоне 2010/11, клуб је под водством Далића доживео највећи успех у историји, квалификацијом на Куп краља Саудијске Арабије. Од стране свих медија из Саудијске Арабије, проглашен је тренером године у Првој лиги Саудијске Арабије, сезони 2010/11.

### Ал Хилал
Уговор са Ал Хилалом потписао је 3. маја 2012. године и водио други тим, да би 30. јануара 2013. године постао тренер првом тима. Прву утакмицу као тренер имао је против Ел Фејсалија у полуфиналу Принц купа, у сезони 2012/13. 
Далић је на крају водио Ал-Хилал до титуле шампиона, шесту узастопну победу у клубу, што је била Далићева друга титула у тренерској каријери. Као тренер Ал Хила, био је рангиран као 13 најбољи тренер света за месец март 2013. године. Током сезоне 2013/14 био је главни кандидат за позицију спортског директора Хајдук Сплита, али је одбио понуду.

### Ал Аин
Далић је 8. марта 2014. године био тренер Ал Аина, тима из Уједињених Арапских Емирата, након што је оставку на место тренера дао Кике Санчез Флорес.
ФК Ал Аин је први пут прошао плеј-оф, у оквиру АФК Лиге шампиона 2014. године, што је био први пут да овај клуб оствари такав успех од 2006. године. Ал Аин је 30. априла 2014. године најавио да ће Далић бити њихов главни тренер наредне две сезоне. У шеснаестини финала АФК Лиге шампиона, Ал Аин је победом на две утакмице против Ал Џазире прошао даље. 
У завршници Принц купа, 19. маја 2014. године, Ал Аин освојио је трофеј победивши првака Арапске Гуф лиге, клуб Ал Ахли Џеда из Дубаија. Ово је био други трофеј Далића у последње две године на Блиском истоку, а трећи у његовој тренерској каријери. Ово је била 12 утакмица без пораза Ал Аина, од доласка Далића на место тренера. 
У другој сезони, његов тим играо је у четвртфиналним утакмицама у овкиру АФК Лиге шампиона против Ал Итихада, а Ал Аин је славио у оба сусрета. У полуфиналу клуб је био бољи од Ал Хилала, бившег Далићевог клуба, победама 3—0 и 2—1 на домаћем терену.
На крају сезоне, Далић је проглашен тренером године у сезони 2013/14 од стране аналитичара, стручњака и локалним новина. На крају прве рунде УАЕ Арапске Гулф лиге, Ал Аин је заузео прво место.
У оквиру АФК Лиге шампиона, 6. маја 2015. године, Ал Аин је био првопласирани у групи Б, без пораза, са 12 поена више него другопласирани Нафт Техеран. Ово је био трећи пут да Далић са Ал Аином успе да се пласира у финалну фазу.
Ал Аин је освојио 12 УАЕ Арапску Гулф лигу у сезони 2014/15, а титулу су осигурали три кола пре краја. На крају, тим је имао 11 поена више од другопласираних Ал Џазире и Ал Шабаба из Дубаија. Далићев тим изгубио је само две утакмице у сезони, имао је 23 победе у лиги за редом. 
Далић је 12. јула 2015. године проглашен тренером године током церемоније УАЕ Арапске Гулф лиге у сезони 2014/15.
Победом Ал Аина над Шабаба Ал Ахилом резултатом 3—0, Далић је постао најбољи тренер откако је лига постала професионална. У 70 утакмица, његов тим забележио је 47 победа, одиграо 15 ремија, а изгубио у само 8 мечева. 
По фудбалском рангирању, Ал Аин је био на 335. месту са 1468 поена у марту 2014. године, а након две године вођења тима од стране Далића клуб је био 122. и имао 1.575 поена.

### Репрезентација Хрватске
Након одласка Анта Чачића са места тренера из репрезентације Хрватске, Хрватска фудбалска федерација изабрала је Далића да буде тренер репрезентације.
Далић је најавио да ће остати тренер селекције Хрватске, само ако се она пласира на Светко првенство у фудбалу 2018. године.
Светско првенство у фудбалу 2018.
Од 2006. године био је тренер у Фудбалској репрезентацији Хрватске до 21 године.
Далић је водио селекције Хрватске, први пут од 9. октобра 2017. године, на мечу против репрезентације Украјине, а његов тим однео је победу и осигурао друго место у групи те се пласирао у бараж.
Далић је 19. октобра 2017. године поставио хрватског фудбалера Ивицу Олића за помоћног тренера. Након победе селекције Хрватске над репрезентацијом Грчке, Далић је склопио уговор са Фудбалским савезом Хрватске, до 31. јула 2020. године.
Селекцију Хрватске одвео је у финале Светског првенства у фудбалу 2018. године, са којом је освојио друго место.

## Трофеји

### Као тренер
Вараждин
- Куп Хрватске: другопласирани 2005/06

Динамо Тирана
- Суперкуп Албаније: 2008

Ал Хилал
- Принц куп: 2012/13
- Прва лига Саудијске Арабије, другопласирани 2012/13

Ал Аин
- Председнички куп Уједињених Арапских Емирата: 2013/14
- Арапска Гулф лига: 2014/15
- Арапски Гулф суперкуп: 2015.
- АФК Лига шампиона: другопласирани 2016.

Хрватска
- Светско првенство: друго место 2018; треће место 2022.
- УЕФА Лига нација: друго место 2022/23.